# Leichtathletik-Weltmeisterschaften 2017/400 m der Frauen

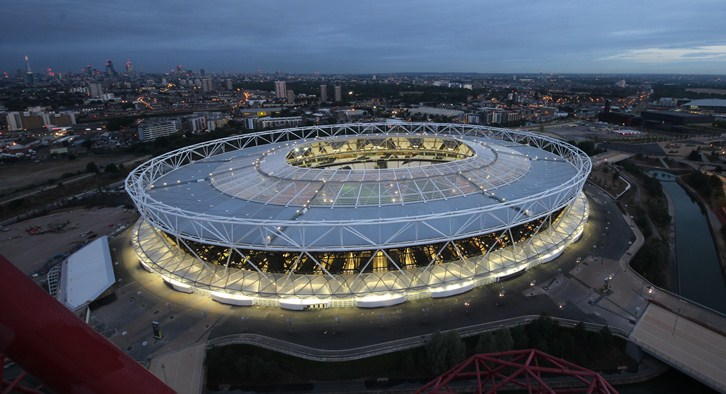
Das Olympiastadion London im Jahr 2017

Der 400-Meter-Lauf der Frauen wurde bei den Leichtathletik-Weltmeisterschaften 2017 wurde vom 6. bis 9. August 2017 im Olympiastadion der britischen Hauptstadt London ausgetragen.
In diesem Wettbewerb errangen die US-amerikanischen Läuferinnen mit Gold und Bronze zwei Medaillen.

Es siegte Phyllis Francis, die bei den Weltmeisterschaften 2015 mit ihrem Vorlaufeinsatz in der 4-mal-400-Meter-Staffel ihres Landes mit zum Gewinn der Silbermedaille beigetragen hatte.

Vizeweltmeisterin wurde Salwa Eid Naser aus Bahrain, die in allen drei Rennen dieser Weltmeisterschaften jeweils Landesrekord lief.

Die Titelverteidigerin Allyson Felix füllte mit dem Gewinn der Bronzemedaille ihr Erfolgskonto weiter auf. 2016 war sie Olympiazweite geworden und hatte 2011 WM-Silber gewonnen. Die meisten ihrer Einzelmedaillen hatte sie jedoch über 200 Meter gesammelt: dreimal WM-Gold (2005/2007/2009), einmal WM-Bronze (2011), einmal Olympiagold (2012) und zweimal Olympiasilber (2004/2008). Hinzu kamen weitere Goldmedaillen mit der US-amerikanischen 4-mal-100-Meter-Staffel: Olympische Spiele 2012 und 2016 / Weltmeisterschaften 2007 und 2011 sowie WM-Silber 2015. Mit der 4-mal-400-Meter-Staffel ihres Landes hatte sie 2007, 2009 und 2011 jeweils WM-Gold und 2015 WM-Silber gewonnen. 2008, 2012 und 2016 hatte es mit dieser Staffel jeweils olympisches Gold für sie gegeben.

## Rekorde

### Bestehende Rekorde
| Weltrekord           | Marita Koch           | 47,60 s | Canberra, Australien     | 6. Oktober 1985 |
| Meisterschaftsrekord | Jarmila Kratochvílová | 47,99 s | WM in Helsinki, Finnland | 10. August 1983 |

Der bestehende WM-Rekord wurde bei diesen Weltmeisterschaften nicht eingestellt und nicht verbessert.

### Rekordverbesserungen
Es wurden vier Landesrekorde aufgestellt:
- 53,20 s – Maggie Barrie (Sierra Leone), erster Vorlauf
- 50,57 s – Salwa Eid Naser (Bahrain), vierter Vorlauf
- 50,08 s – Salwa Eid Naser (Bahrain), zweites Halbfinale
- 50,06 s – Salwa Eid Naser (Bahrain), Finale

## Doping
In diesem Wettbewerb gab es zwei Dopingfälle.
- Die sambische Sprinterin Kabange Mupopo wurde positiv auf Testosteron getestet, für vier Jahre gesperrt und disqualifiziert.[2]
- Die Ergebnisse der Nigerianerin Margaret Bamgbose, die im Halbfinale ausgeschieden war, wurden wegen Verstoßes gegen die Dopingbestimmungen nachträglich annulliert. Die Athletin wurde vom 1. Juli bis 31. Dezember 2017 mit einer Wettkampfsperre belegt.[3][4]

Benachteiligt wurden drei Läuferinnen, die in der jeweils nächsten Runde startberechtigt gewesen wären. Auf der Grundlage der erzielten Resultate waren dies:
- Elea Mariama Diarra, Frankreich – über die Zeitregel für das Halbfinale qualifiziert
- Tamara Salaški, Serbien – über die Zeitregel im Halbfinale startberechtigt
- Chrisann Gordon, Jamaika – aufgrund ihrer Halbfinalplatzierung für das Finale qualifiziert

## Vorläufe
Aus den sechs Vorläufen qualifizierten sich die jeweils drei Ersten jedes Laufes – hellblau unterlegt – und zusätzlich die sechs Zeitschnellsten – hellgrün unterlegt –  für das Halbfinale.

### Lauf 1

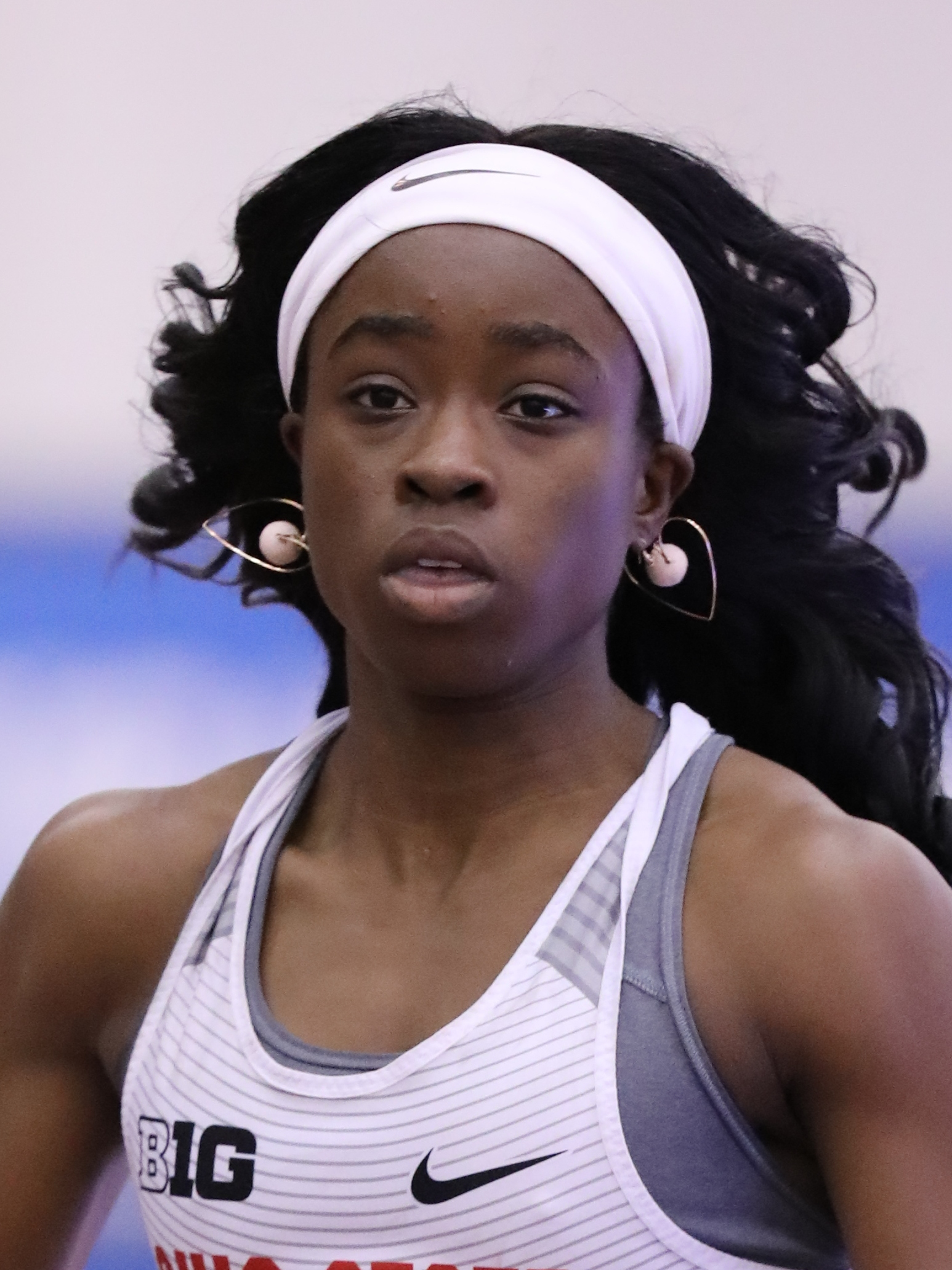
Maggie Barrie – ausgeschieden als Vierte trotz Landesrekords für Sierra Leona in 53,20 s
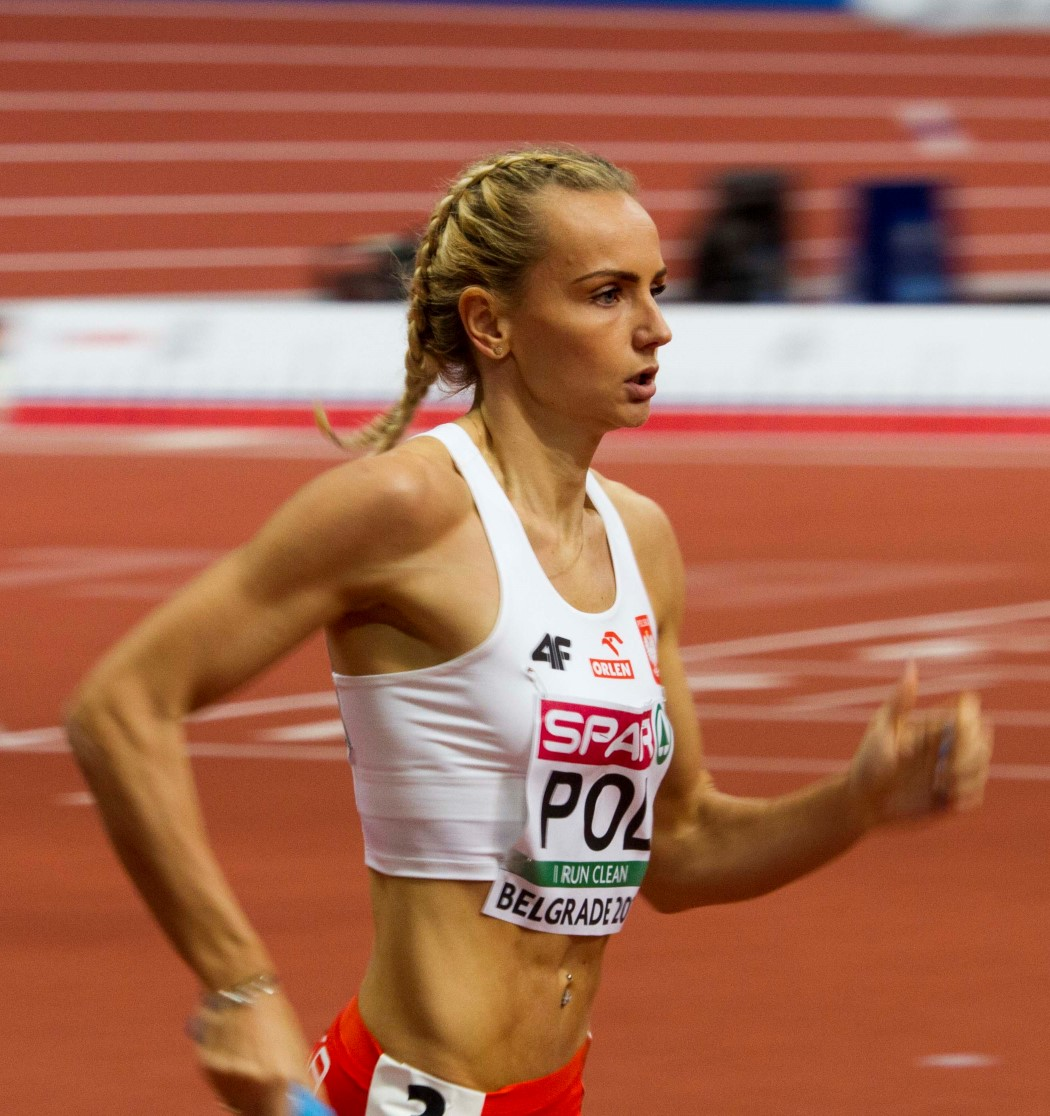
Justyna Święty – ausgeschieden als Sechste in 53,62 s

6. August 2017 11:55 Uhr Ortszeit (12:55 Uhr MESZ)
| Platz | Bahn | Name                     | Land                     | Zeit (s) |
| ----- | ---- | ------------------------ | ------------------------ | -------- |
| 1     | 1    | Allyson Felix            | USA                      | 52,44    |
| 2     | 2    | Irini Vasiliou           | Griechenland             | 52,61    |
| 3     | 6    | Ashley Kelly             | Britische Jungferninseln | 52,70    |
| 4     | 9    | Maria Benedicta Chigbolu | Italien                  | 53,00    |
| 5     | 4    | Maggie Barrie            | Sierra Leone             | 53,20 NR |
| 6     | 8    | Justyna Święty           | Polen                    | 53,62    |
| 7     | 5    | Maximila Imali           | Kenia                    | 53,97    |
| 8     | 7    | Travia Jones             | Kanada                   | 54,02    |
| 9     | 3    | Samantha Dirks           | Belize                   | 54,74    |

### Lauf 2

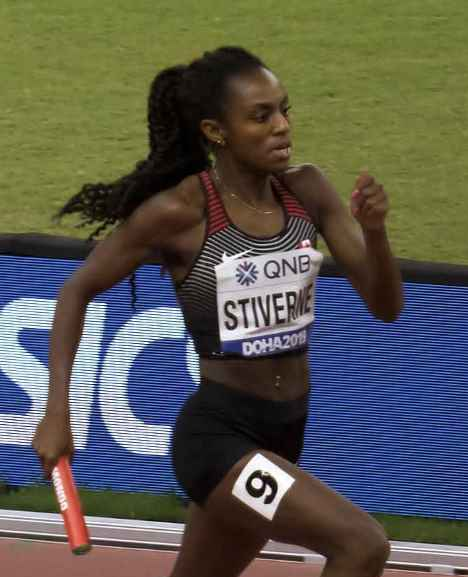
Aiyanna Stiverne – ausgeschieden als Sechste in 52,55 s
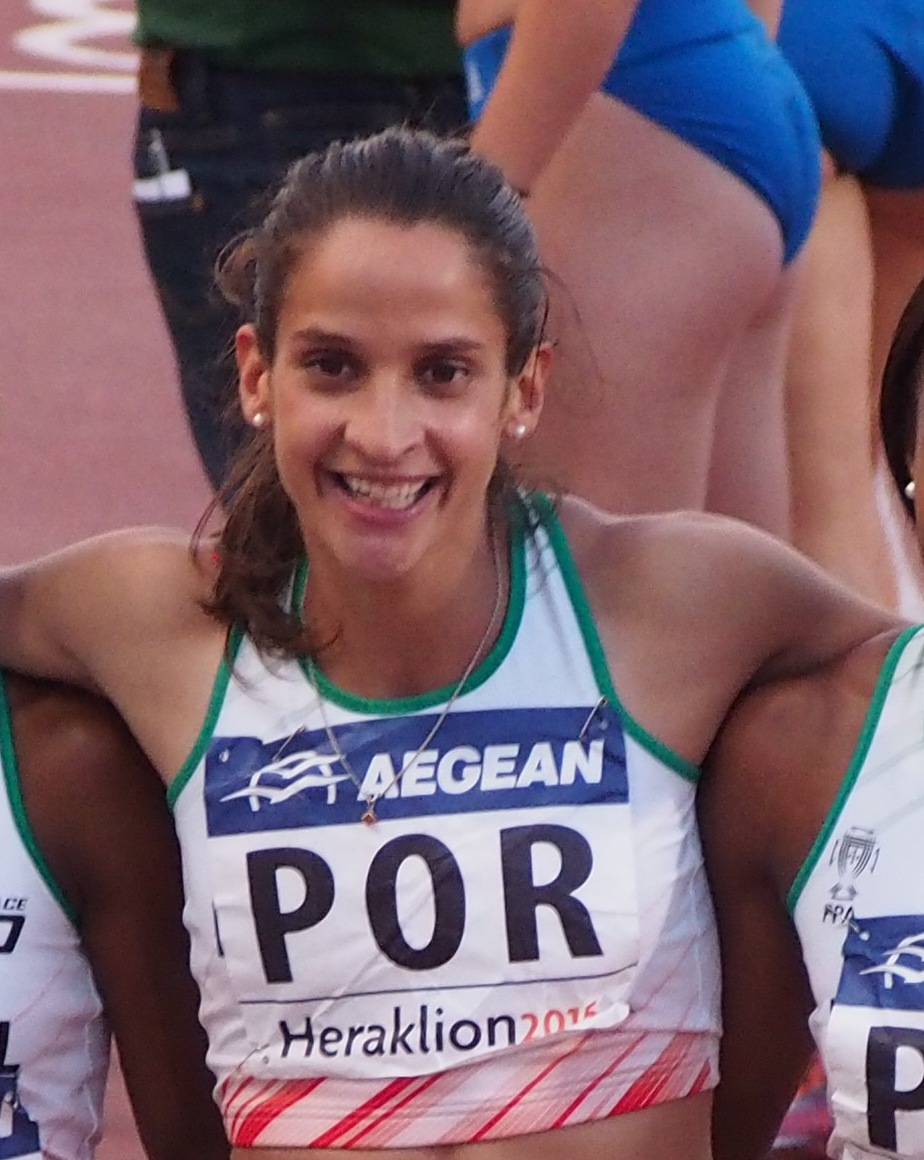
Cátia Azevedo – ausgeschieden als Siebte in 52,79 s

6. August 2017 12:04 Uhr Ortszeit (13:04 Uhr MESZ)
| Platz | Bahn | Name                    | Land           | Zeit (s) |
| ----- | ---- | ----------------------- | -------------- | -------- |
| 1     | 3    | Shaunae Miller-Uibo     | Bahamas        | 50,97    |
| 2     | 7    | Stephenie Ann McPherson | Jamaika        | 51,27    |
| 3     | 9    | Yinka Ajayi             | Nigeria        | 51,58    |
| 4     | 6    | Bianca Răzor            | Rumänien       | 51,64    |
| 5     | 4    | Emily Diamond           | Großbritannien | 52,20    |
| 6     | 5    | Aiyanna Stiverne        | Kanada         | 52,55    |
| 7     | 2    | Cátia Azevedo           | Portugal       | 52,79    |
| 8     | 8    | Christine Botlogetswe   | Botswana       | 53,50    |

### Lauf 3

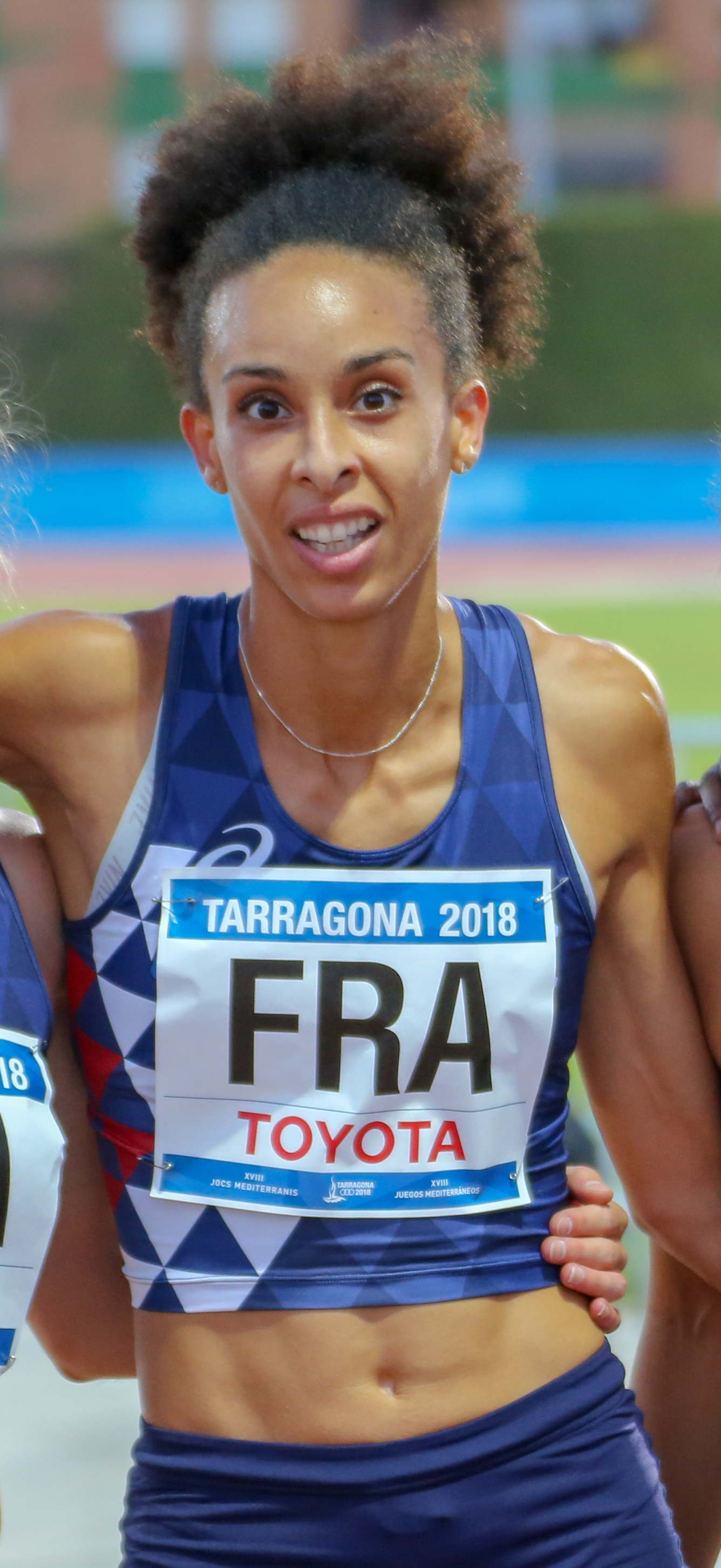
Elea Mariama Diarra wäre eigentlich für das Halbfinale startberechtigt gewesen, was durch einen erst nachträglich entdeckten Dopingfall verhindert wurde
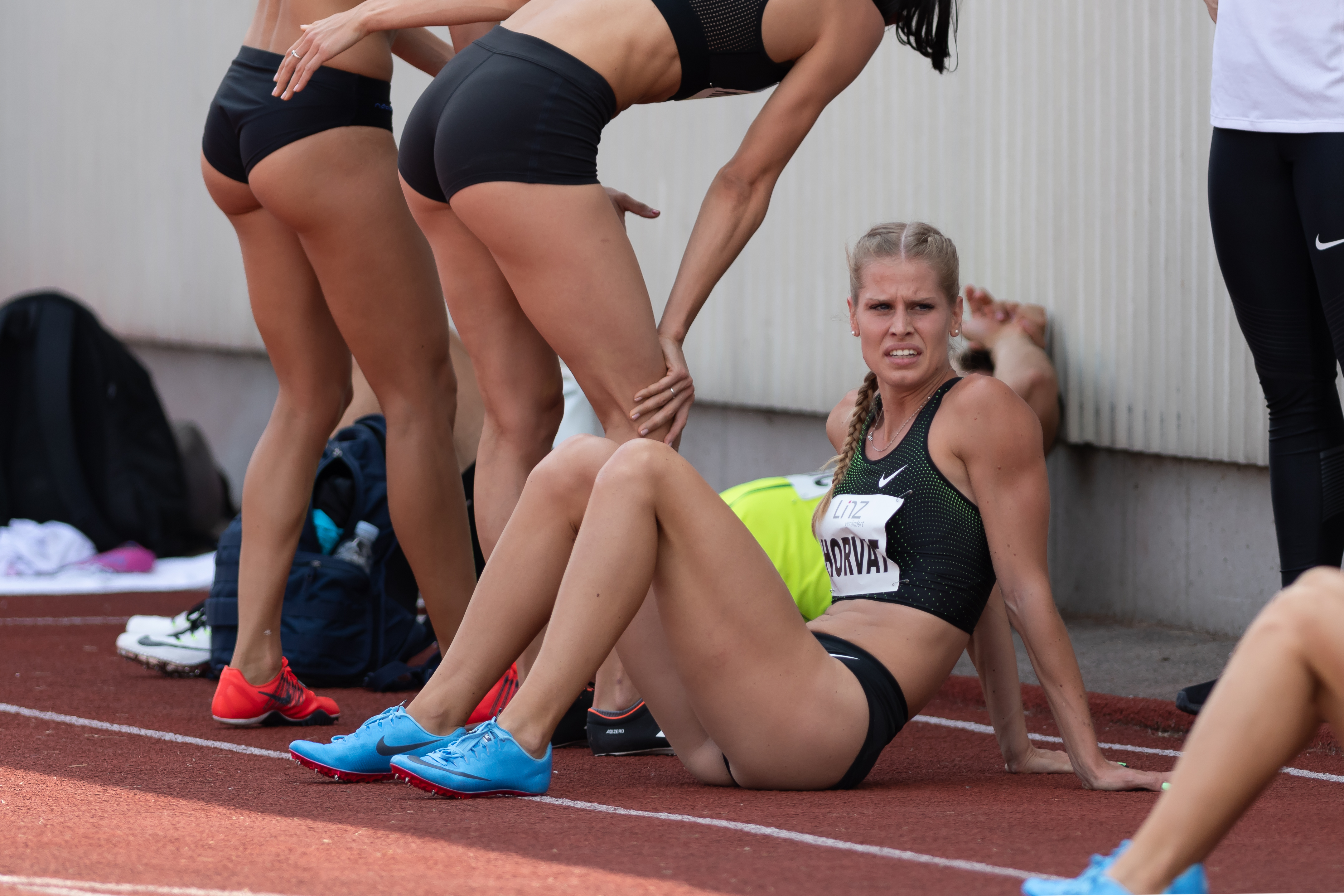
Anita Horvat – ausgeschieden als Siebte in 52,78 s

6. August 2017 12:13 Uhr Ortszeit (13:13 Uhr MESZ)
| Platz | Bahn | Name                  | Land        | Zeit (s)                                         |
| ----- | ---- | --------------------- | ----------- | ------------------------------------------------ |
| 1     | 4    | Shericka Jackson      | Jamaika     | 51,26                                            |
| 2     | 6    | Gunta Latiševa-Čudare | Lettland    | 51,37 PB                                         |
| 3     | 8    | Lydia Jele            | Botswana    | 51,41                                            |
| 4     | 3    | Ruth Sophia Spelmeyer | Deutschland | 51,72 SB                                         |
| 5     | 5    | Roxana Gómez          | Kuba        | 51,98                                            |
| 6     | 7    | Elea Mariama Diarra   | Frankreich  | 52,06 eigentlich für das Halbfinale qualifiziert |
| 7     | 9    | Anita Horvat          | Slowenien   | 52,78                                            |
| DOP   | 2    | Kabange Mupopo        | Sambia      | 51,09 für das Halbfinale zugelassen              |

### Lauf 4
6. August 2017 12:22 Uhr Ortszeit (13:22 Uhr MESZ)
| Platz | Bahn | Name                   | Land                | Zeit (s) |
| ----- | ---- | ---------------------- | ------------------- | -------- |
| 1     | 3    | Salwa Eid Naser        | Bahrain             | 50,57 NR |
| 2     | 9    | Phyllis Francis        | USA                 | 50,94    |
| 3     | 4    | Novlene Williams-Mills | Jamaika             | 51,00    |
| 4     | 8    | Małgorzata Hołub       | Polen               | 52,26    |
| 5     | 5    | Lisanne de Witte       | Niederlande         | 52,48    |
| 6     | 6    | Amalie Iuel            | Norwegen            | 52,55    |
| 7     | 2    | Eleni Artymata         | Zypern              | 53,26    |
| 8     | 7    | Domonique Williams     | Trinidad und Tobago | 53,72    |

Im vierten Vorlauf ausgeschiedene Läuferinnen:

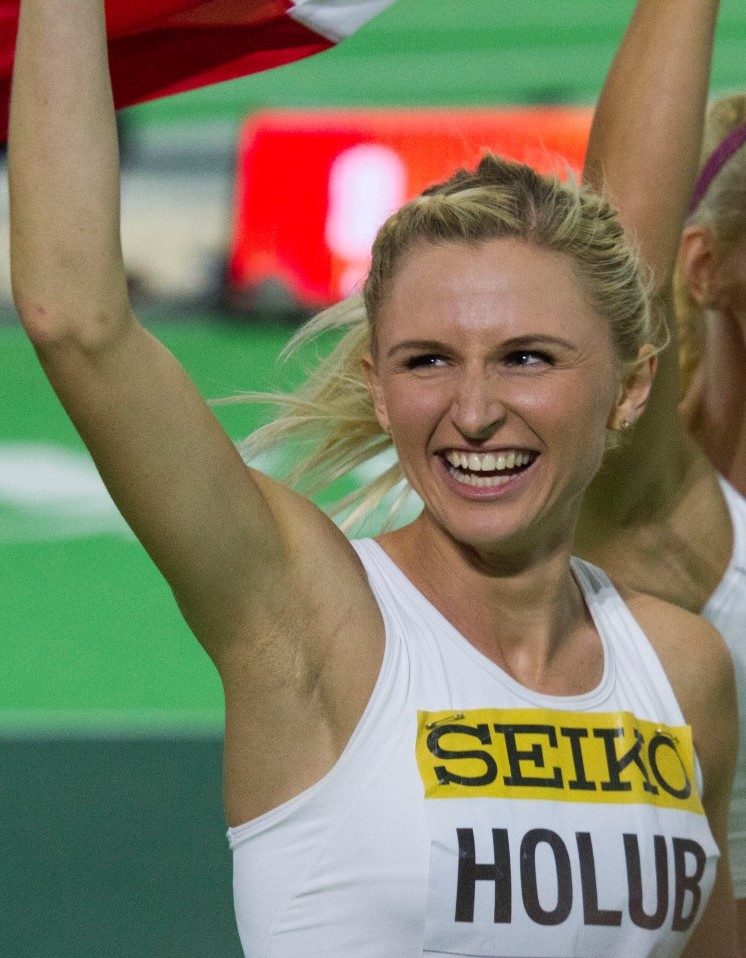
Małgorzata Hołub Rang vier in 52,26 s
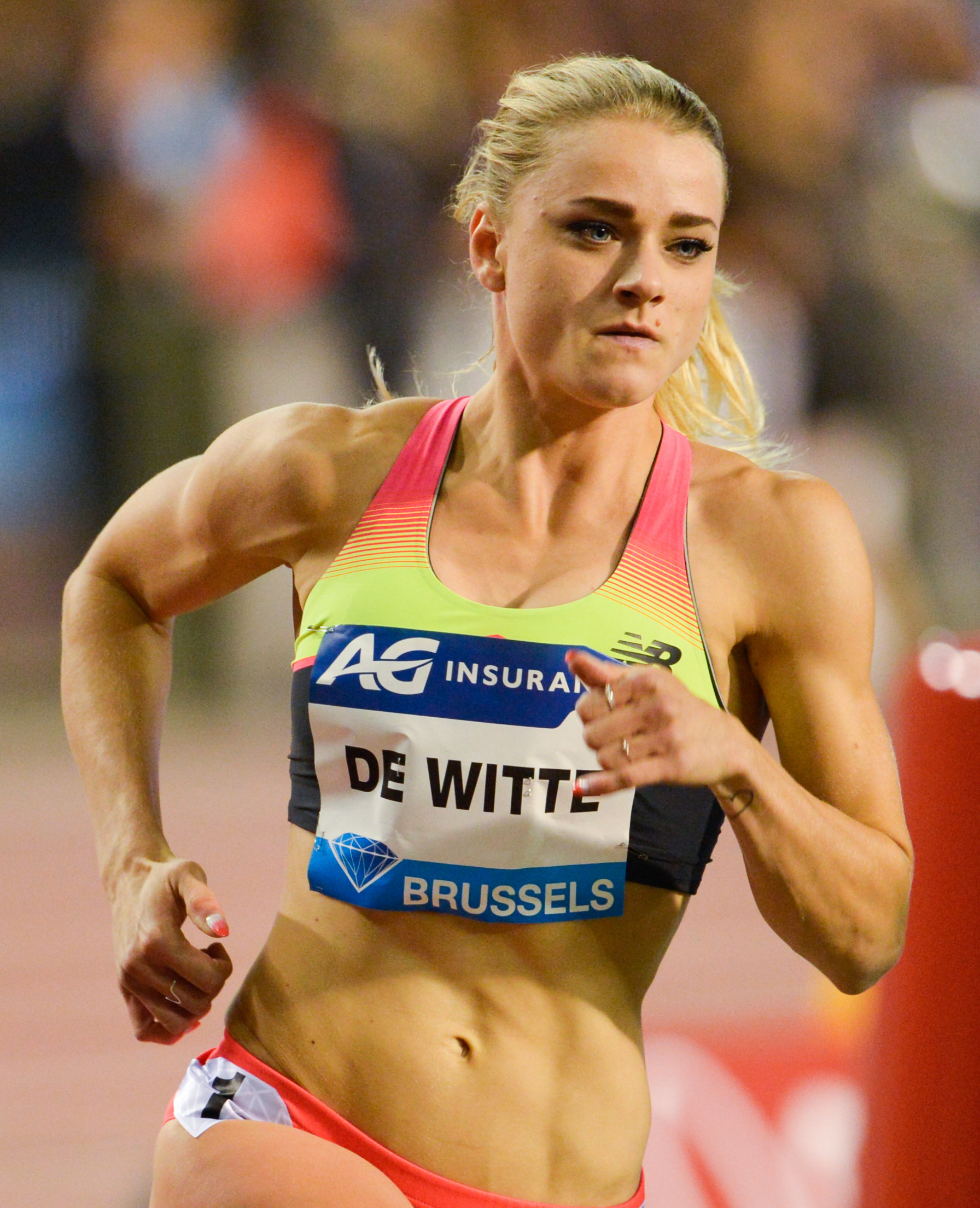
Lisanne de Witte Rang fünf in 52,48 s
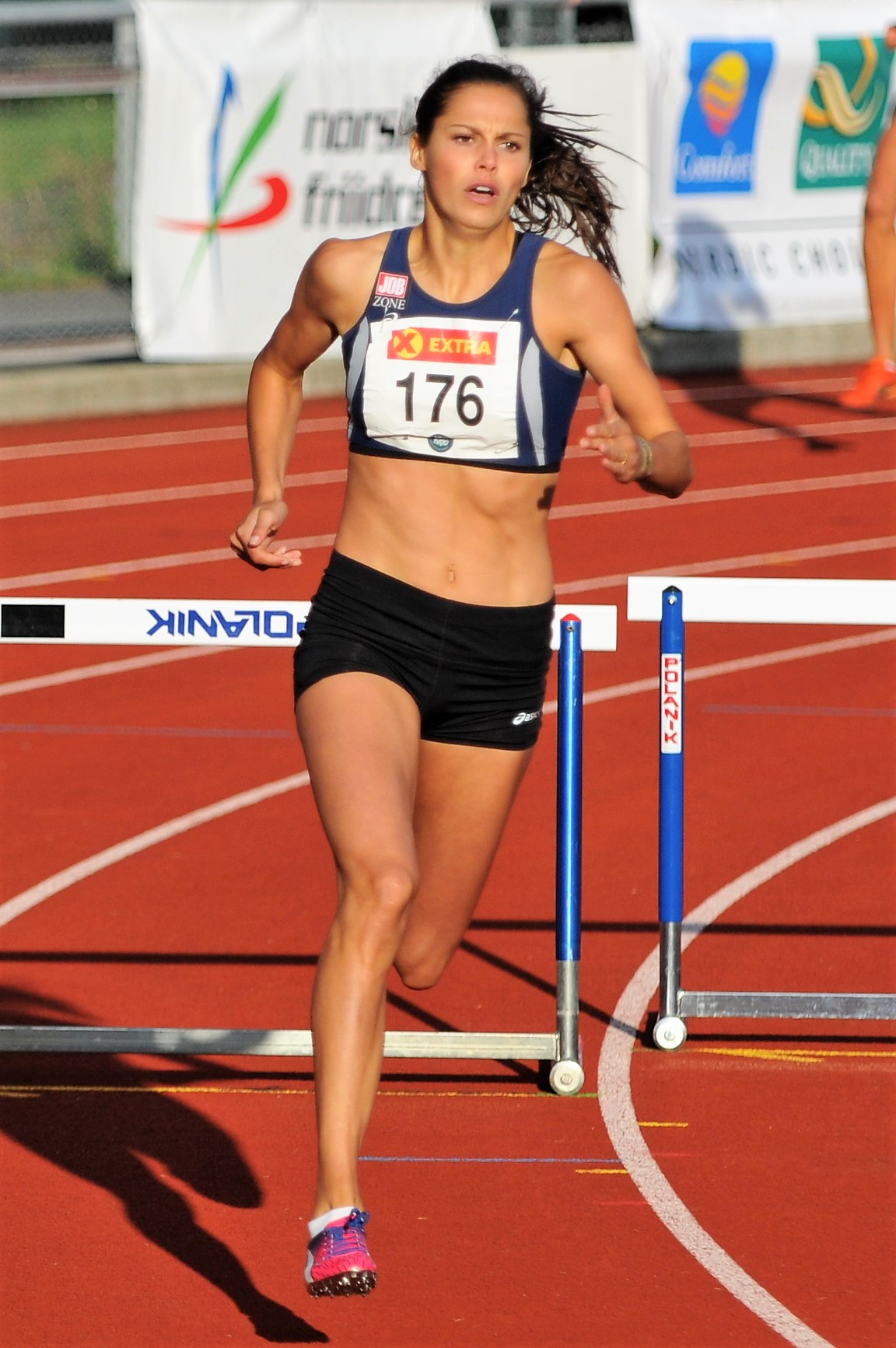
Amalie Iuel Rang sechs in 52,55 s
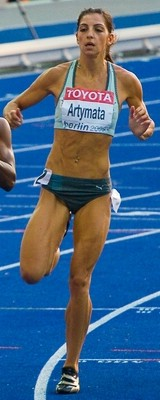
Eleni Artymata Rang sieben in 53,26 s

### Lauf 5

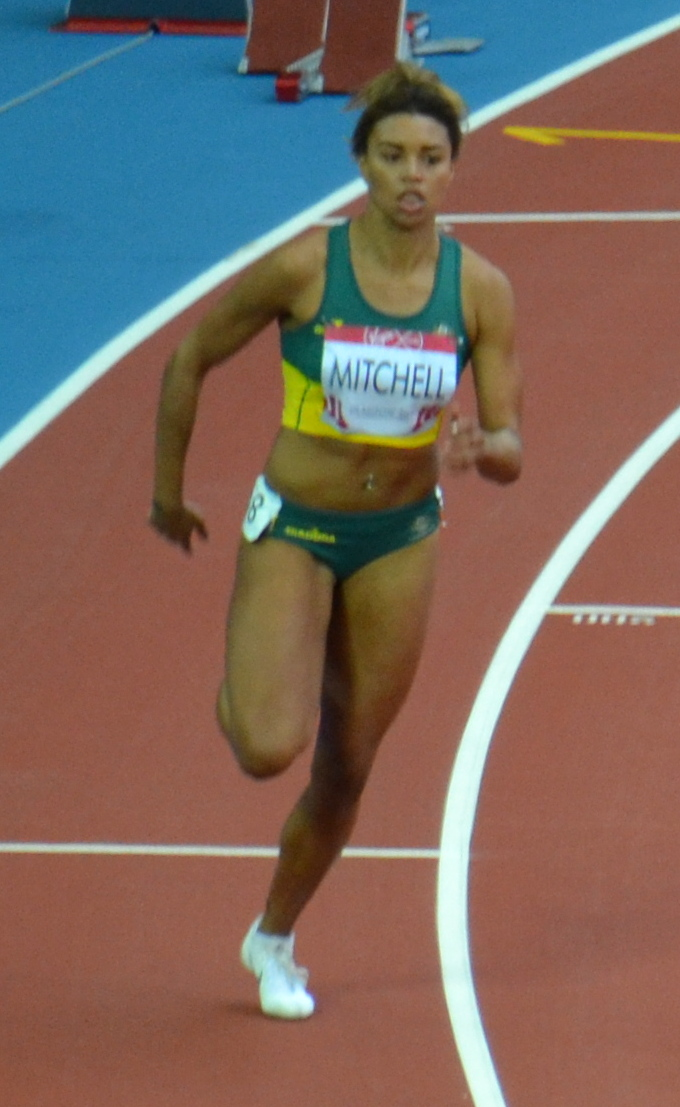
Morgan Mitchell – ausgeschieden als Fünfte in 52,22 s

6. August 2017 12:31 Uhr Ortszeit (13:31 Uhr MESZ)
| Platz | Bahn | Name                 | Land           | Zeit (s) |
| ----- | ---- | -------------------- | -------------- | -------- |
| 1     | 8    | Quanera Hayes        | USA            | 51,43    |
| 2     | 9    | Patience Okon George | Nigeria        | 51,83    |
| 3     | 4    | Zoey Clark           | Großbritannien | 51,88    |
| 4     | 2    | Nirmala Sheoran      | Indien         | 52,01    |
| 5     | 7    | Morgan Mitchell      | Australien     | 52,22    |
| 6     | 5    | Anastassija Bryshina | Ukraine        | 52,26    |
| 7     | 6    | Carline Muir         | Kanada         | 52,70    |
| 8     | 3    | Djénébou Danté       | Mali           | 54,04    |

### Lauf 6
6. August 2017 12:40 Uhr Ortszeit (13:40 Uhr MESZ)
| Platz | Bahn | Name              | Land           | Zeit (s)                                         |
| ----- | ---- | ----------------- | -------------- | ------------------------------------------------ |
| 1     | 4    | Chrisann Gordon   | Jamaika        | 51,14                                            |
| 2     | 2    | Amantle Montsho   | Botswana       | 51,37 SB                                         |
| 3     | 7    | Iga Baumgart      | Polen          | 51,88                                            |
| 4     | 6    | Tamara Salaški    | Serbien        | 52,13 eigentlich für das Halbfinale qualifiziert |
| 5     | 5    | Kendall Ellis     | USA            | 52,18                                            |
| 6     | 9    | Déborah Sananes   | Frankreich     | 52,50                                            |
| 7     | 8    | Anyika Onuora     | Großbritannien | 52,58                                            |
| DOP   | 4    | Margaret Bamgbose | Nigeria        | 51,57 für das Halbfinale zugelassen              |

Im sechsten Vorlauf ausgeschiedene Läuferinnen:

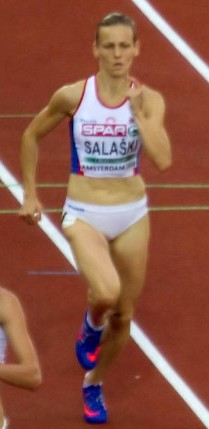
Tamara Salaški wurde ihre Halbfinalteilnahme durch einen nachträglich enthüllten Dopingfalls verwehrt
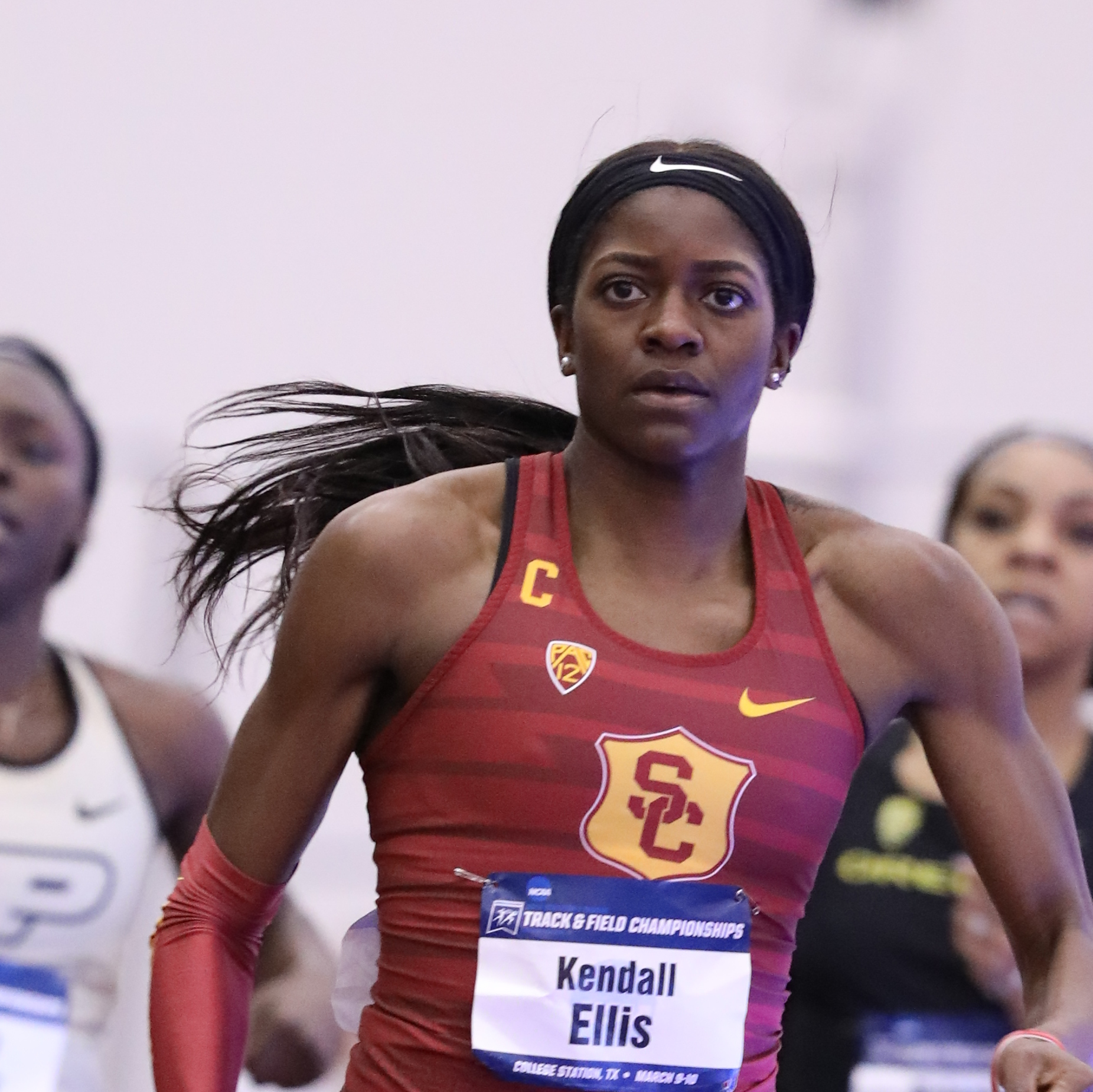
Kendall Ellis Rang fünf in 52,18 s
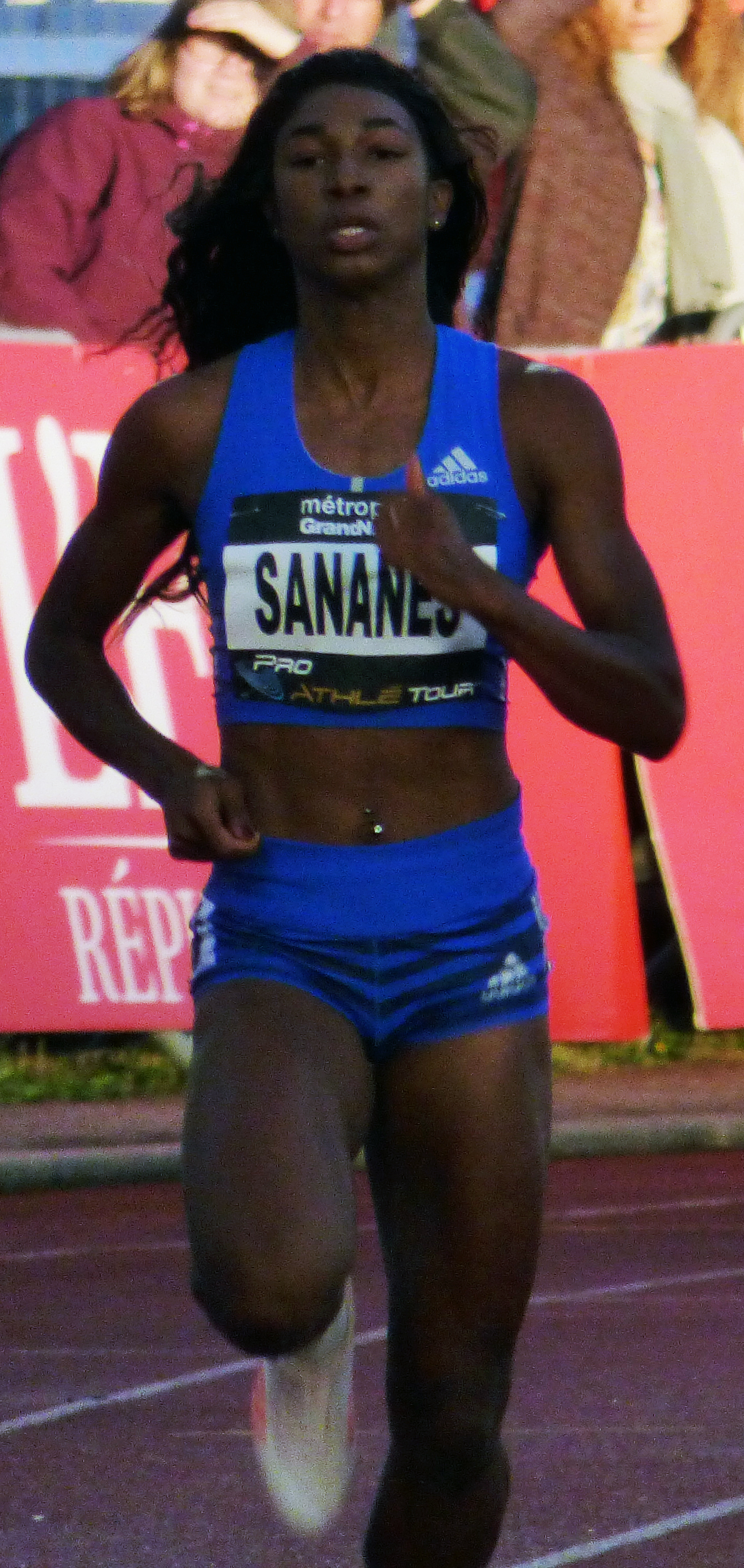
Déborah Sananes Rang sechs in 52,50 s
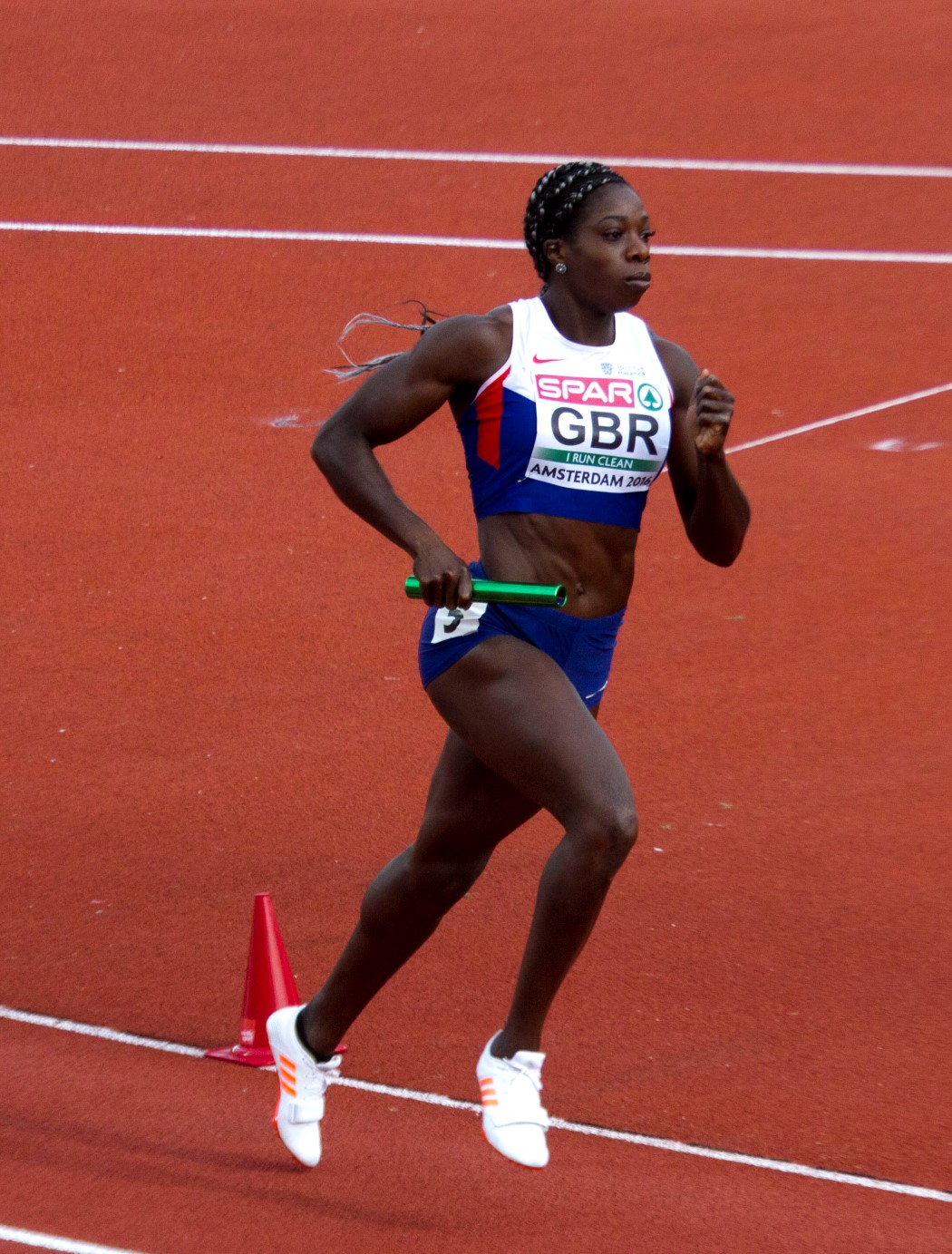
Anyika Onuora Rang sieben in 52,58 s

## Halbfinale
Aus den drei Halbfinalläufen qualifizierten sich die jeweils beiden Ersten jedes Laufes – hellblau unterlegt – und zusätzlich die beiden Zeitschnellsten – hellgrün unterlegt –  für das Halbfinale.

### Lauf 1

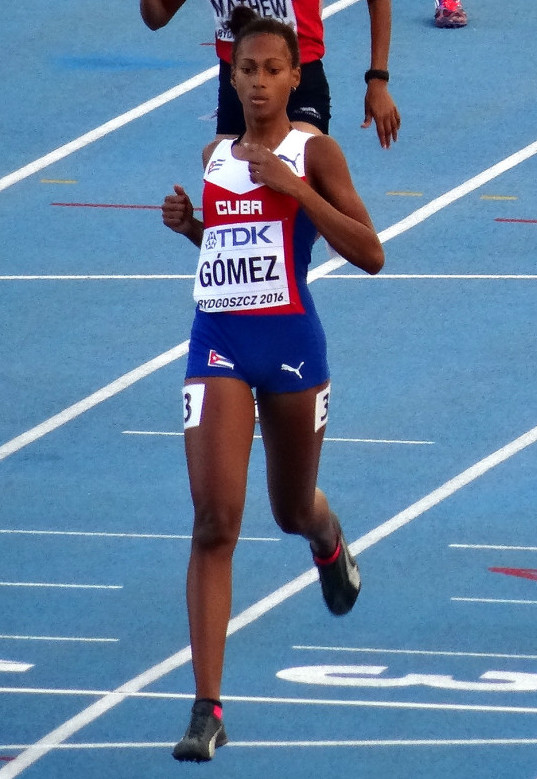
Roxana Gomez – ausgeschieden als Fünfte in 52,01 s
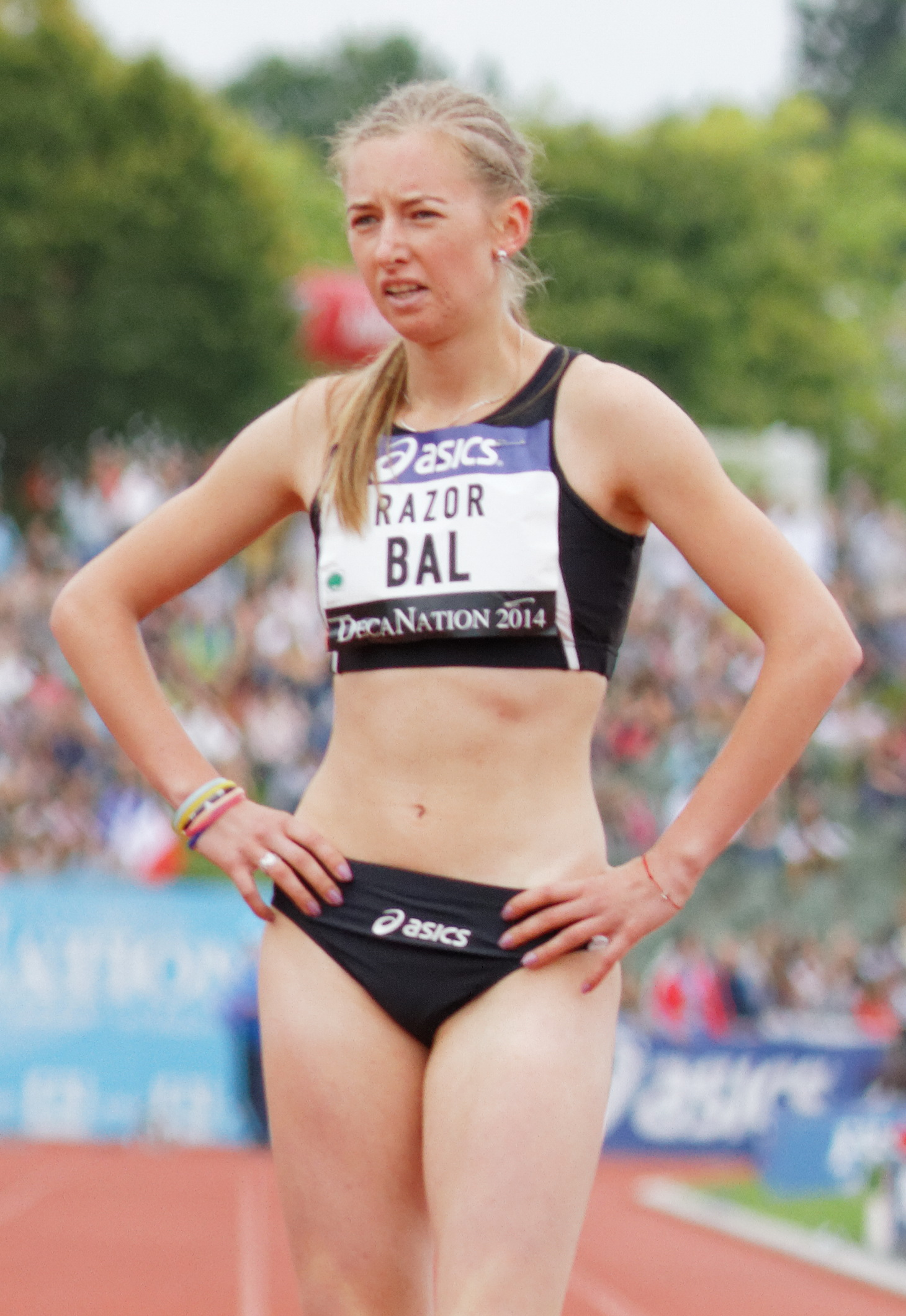
Bianca Răzor – ausgeschieden als Sechste in 52,09 s

7. August 2017 20:55 Uhr Ortszeit (21:55 Uhr MESZ)
| Platz | Bahn | Name                    | Land                     | Zeit (s) |
| ----- | ---- | ----------------------- | ------------------------ | -------- |
| 1     | 5    | Shaunae Miller-Uibo     | Bahamas                  | 50,36    |
| 2     | 7    | Stephenie Ann McPherson | Jamaika                  | 50,56 SB |
| 3     | 6    | Quanera Hayes           | USA                      | 50,71    |
| 4     | 8    | Gunta Latiševa-Čudare   | Lettland                 | 51,57    |
| 5     | 3    | Roxana Gómez            | Kuba                     | 52,01    |
| 6     | 2    | Bianca Răzor            | Rumänien                 | 52,09    |
| 7     | 4    | Patience Okon George    | Nigeria                  | 52,60    |
| 8     | 9    | Ashley Kelly            | Britische Jungferninseln | 54,50    |

### Lauf 2

Lydia Jele – ausgeschieden als Fünfte in 51,57 s
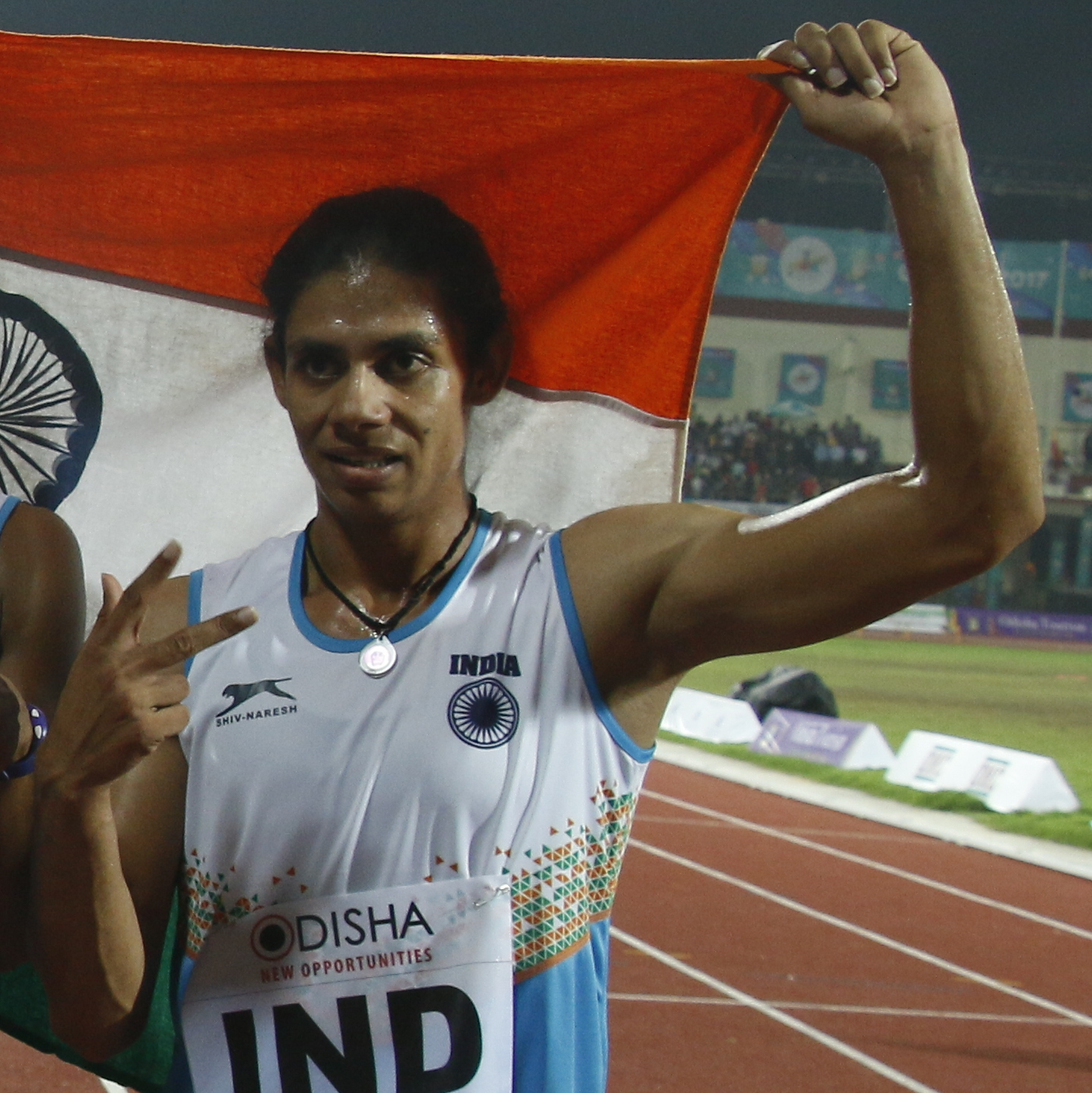
Nirmala Sheoran – ausgeschieden als Siebte in 53,07 s
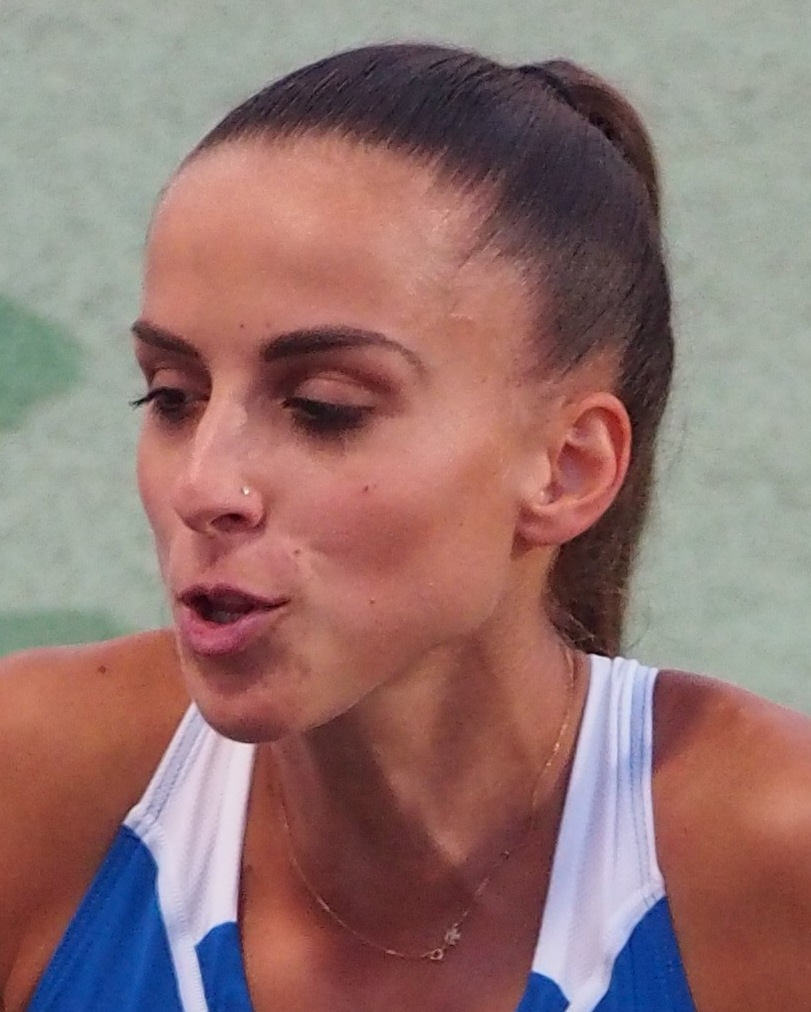
Irini Vasiliou – ausgeschieden als Achte in 53,27 s

7. August 2017 21:03 Uhr Ortszeit (22:03 Uhr MESZ)
| Platz | Bahn | Name                   | Land         | Zeit (s) |
| ----- | ---- | ---------------------- | ------------ | -------- |
| 1     | 7    | Salwa Eid Naser        | Bahrain      | 50,08 NR |
| 2     | 4    | Allyson Felix          | USA          | 50,12    |
| 3     | 9    | Novlene Williams-Mills | Jamaika      | 50,67    |
| 4     | 5    | Shericka Jackson       | Jamaika      | 50,70    |
| 5     | 2    | Lydia Jele             | Botswana     | 51,57    |
| 6     | 8    | Yinka Ajayi            | Nigeria      | 52,10    |
| 7     | 3    | Nirmala Sheoran        | Indien       | 53,07    |
| 8     | 6    | Irini Vasiliou         | Griechenland | 53,27    |

### Lauf 3
7. August 2017 21:11 Uhr Ortszeit (22:11 Uhr MESZ)
| Platz | Bahn | Name                  | Land           | Zeit (s)                                     |
| ----- | ---- | --------------------- | -------------- | -------------------------------------------- |
| 1     | 5    | Phyllis Francis       | USA            | 50,37                                        |
| 2     | 7    | Chrisann Gordon       | Jamaika        | 50,87 eigentlich für das Finale qualifiziert |
| 3     | 6    | Amantle Montsho       | Botswana       | 51,28 SB                                     |
| 4     | 3    | Ruth Sophia Spelmeyer | Deutschland    | 51,77                                        |
| 5     | 2    | Iga Baumgart          | Polen          | 51,81                                        |
| 6     | 8    | Zoey Clark            | Großbritannien | 51,81 PB                                     |
| DOP   | 4    | Kabange Mupopo        | Sambia         | 50,60 für das Finale zugelassen              |
| DOP   | 9    | Margaret Bamgbose     | Nigeria        | 52,23                                        |

Im dritten Halbfinale ausgeschiedene Läuferinnen:

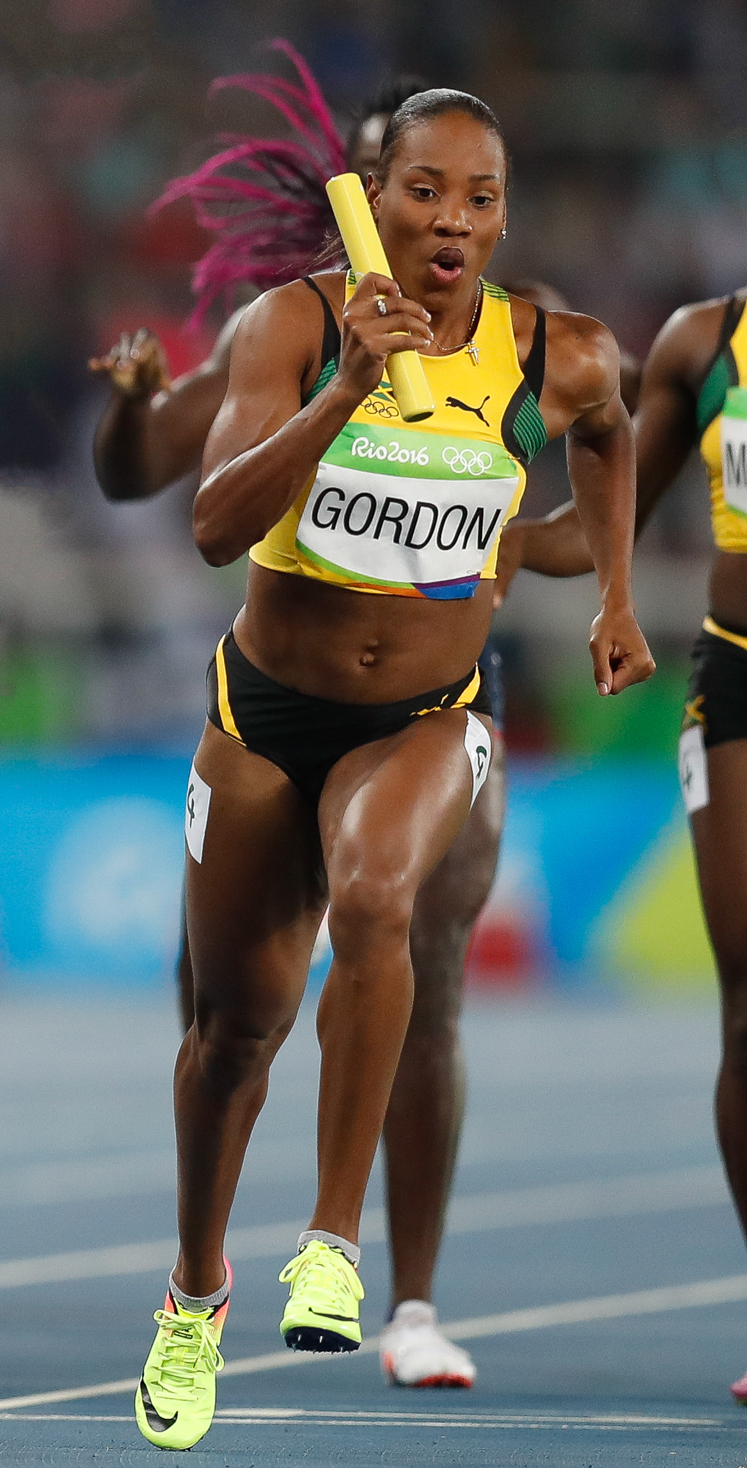
Chrisann Gordon wurde die Finalteilnahme durch die dopingbedingte erst nachträglich erfolgte Disqualifikation einer Konkurrentin verwehrt
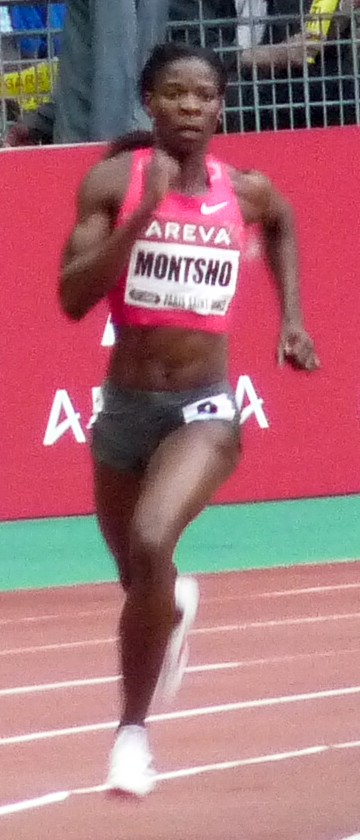
Amantle Montsho Rang drei in 51,28 s
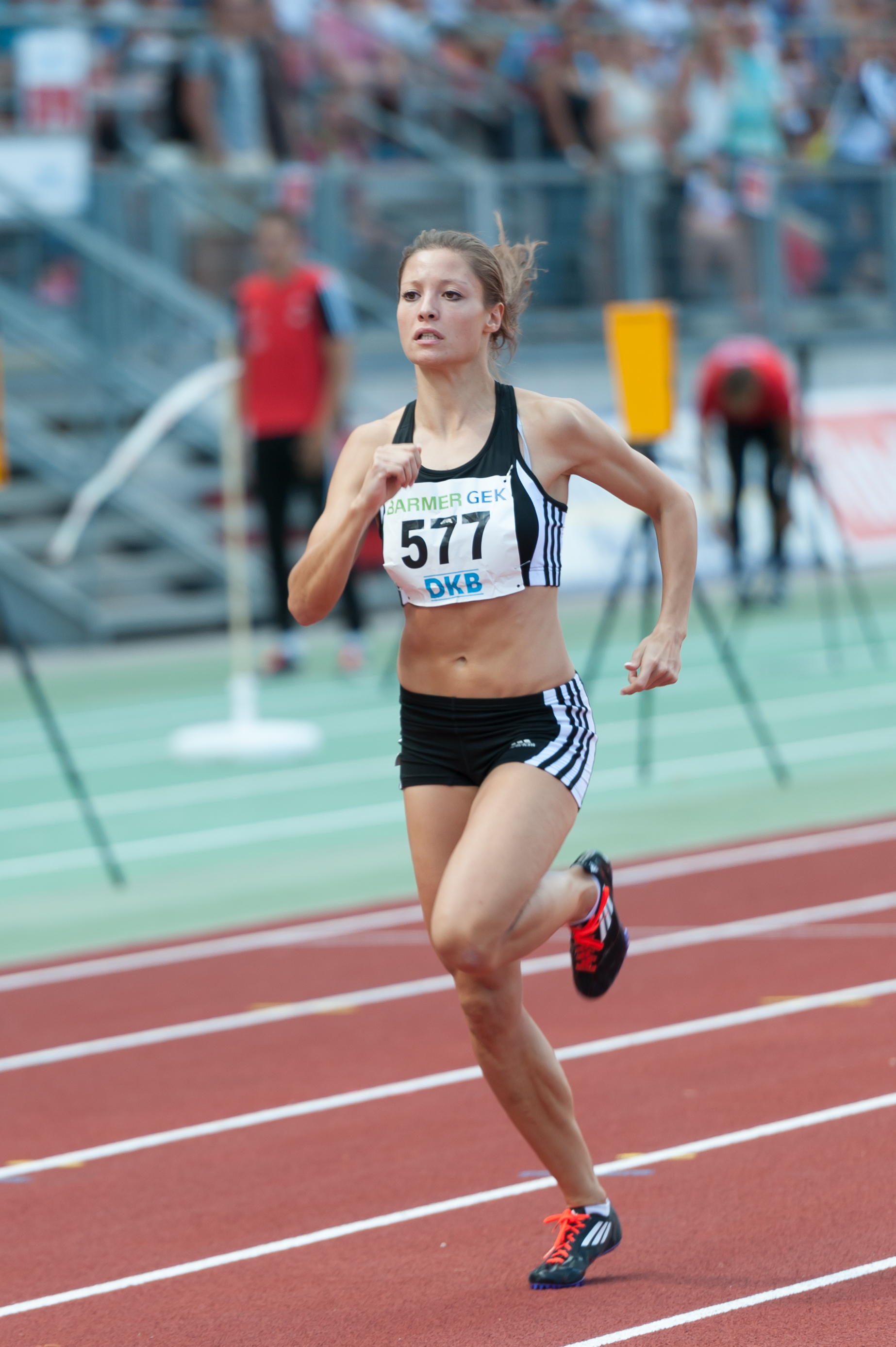
Ruth Sophia Spelmeyer Rang vier in 51,77 s
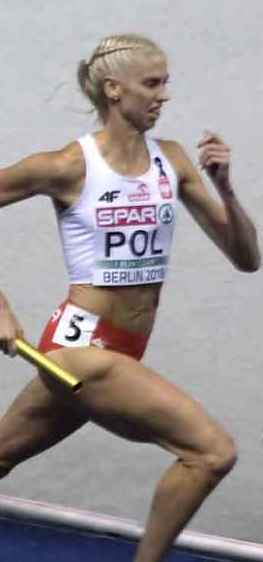
Iga Baumgart Rang fünf in 51,81 s
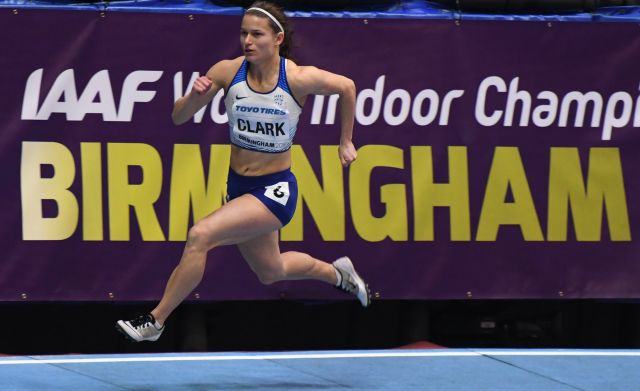
Zoey Clark Rang sechs in 51,81 s

## Finale
9. August 2017, 21:50 Uhr Ortszeit (22:50 Uhr MESZ)
Auch hier in London waren die drei identischen Medaillengewinnerinnen der Olympischen Spiele von 2016 und der Weltmeisterschaften von 2015 am Start und gehörten zum engsten Favoritenkreis. Dies waren die Vizeweltmeisterin und Olympiasiegerin Shaunae Miller-Uibo aus Bahamas, die US-amerikanische Weltmeisterin und Olympiazweite Allyson Felix sowie die WM-Dritte und Olympiadritte Shericka Jackson aus Jamaika.
Das Finale fand unter schwierigen und leistungshemmenden äußeren Bedingungen bei strömendem Regen, kühlen Temperaturen und nasser Bahn statt. So waren schnelle Zeiten nicht möglich.
Die Olympiasiegerin Miller-Uibo ging das Rennen schnell an und kam mit einer deutlichen Führung aus der Zielkurve. Als Zweite folgte die amtierende Weltmeisterin Felix, auf den Plätzen drei und vier lagen die US-Amerikanerin Phyllis Francis und Salwa Eid Naser aus Bahrain. Schon zu Beginn der Zielgeraden schob sich die Spitze enger zusammen, aber die nachlassende Miller-Uibo behielt ihre Führung, denn auch Felix bekam jetzt Probleme.

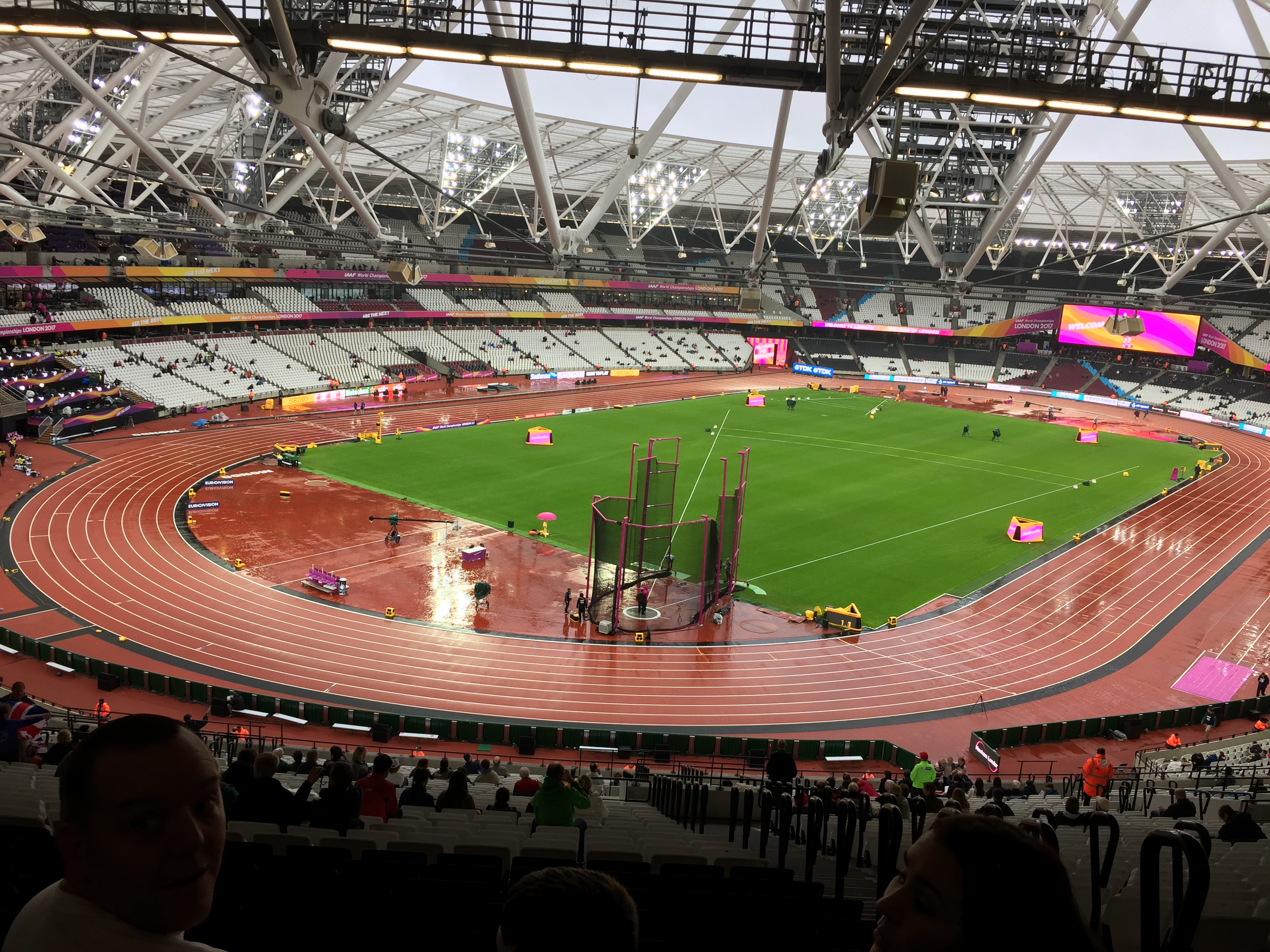
Verregnetes Londoner Olympiastadion am Tag des 400-Meter-Frauenfinales

Auf den letzten zwanzig Metern änderte sich die Reihenfolge an der Spitze komplett. Mit dem größten Stehvermögen zog Phyllis Francis an den beiden vor ihr liegenden Läuferinnen vorbei zum Weltmeistertitel. Auch Salwa Eid Nasers Kräfte reichten aus, um sich knapp vor Allyson Felix die Silbermedaille zu sichern. Die Läuferin aus Bahrain stellte trotz der nassen Bahn sogar einen neuen Landesrekord auf. Shaunae Miller-Uibo dagegen ließ sich auf den letzten fünfzehn Metern, als sie merkte, dass nichts mehr ging, nur noch austrudeln und kam als Vierte ins Ziel. Sie gewann zwei Tage später über 200 Meter Bronze. Auf den Plätzen fünf bis sieben liefen mit Shericka Jackson Stephenie, Ann McPherson und Novlene Williams-Mills drei Jamaikanerinnen ein. Die zunächst siebtplatzierte Kabange Mupopo aus Sambia wurde wegen Dopingmissbrauchs disqualifiziert.
| Platz | Bahn | Athletin                | Land    | Zeit (s) |
| ----- | ---- | ----------------------- | ------- | -------- |
|       | 6    | Phyllis Francis         | USA     | 49,92 PB |
|       | 4    | Salwa Eid Naser         | Bahrain | 50,06 NR |
|       | 5    | Allyson Felix           | USA     | 50,08    |
| 4     | 7    | Shaunae Miller-Uibo     | Bahamas | 50,49    |
| 5     | 2    | Shericka Jackson        | Jamaika | 50,76    |
| 6     | 8    | Stephenie Ann McPherson | Jamaika | 50,86    |
| 7     | 3    | Novlene Williams-Mills  | Jamaika | 51,48    |
| DOP   | 9    | Kabange Mupopo          | Sambia  | 51,15    |

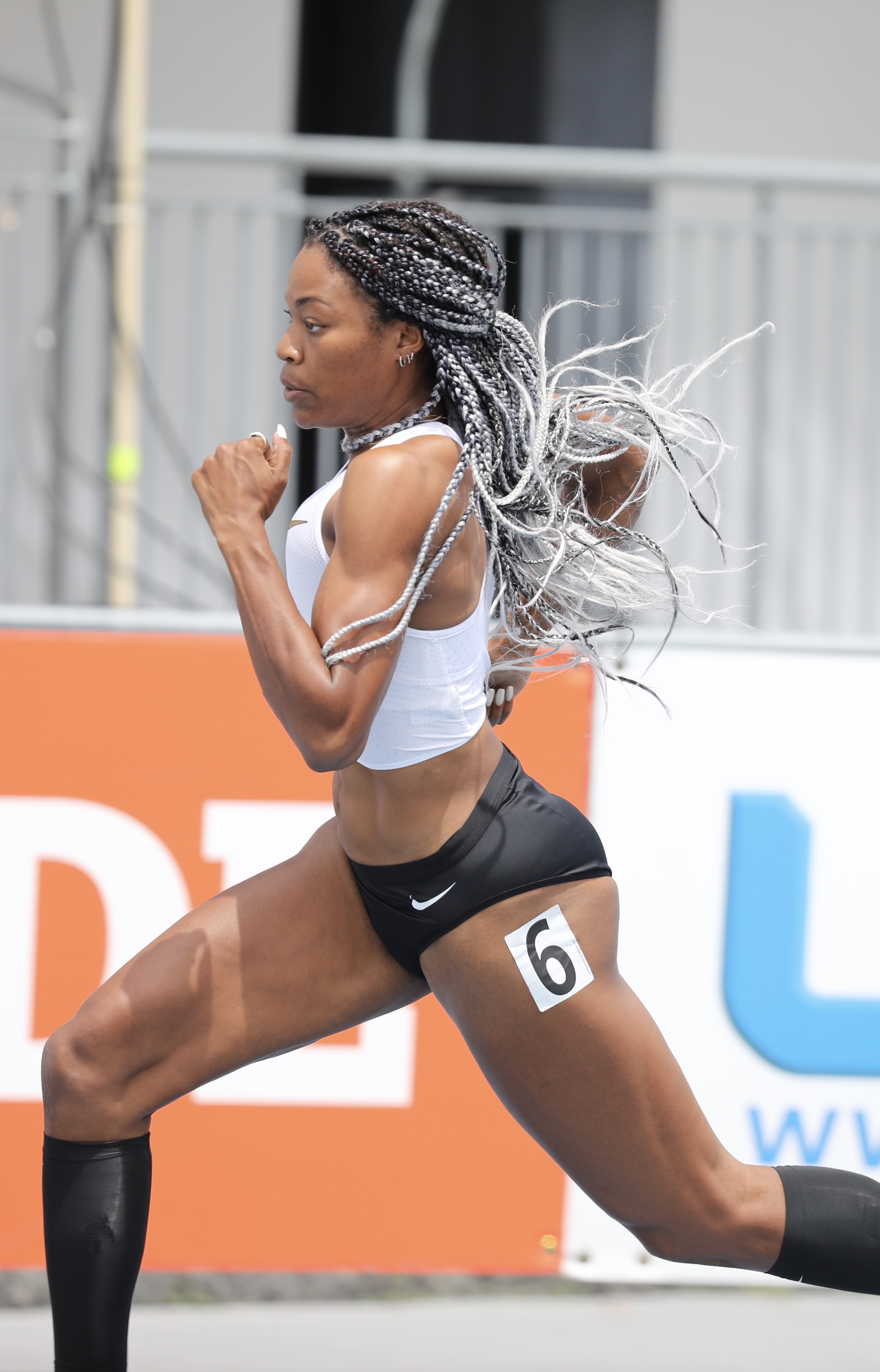
Weltmeisterin Phyllis Francis, USA
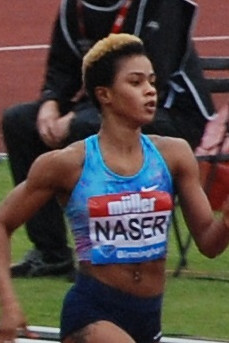
Vizeweltmeisterin Sawa Eis Naser, Bahrain
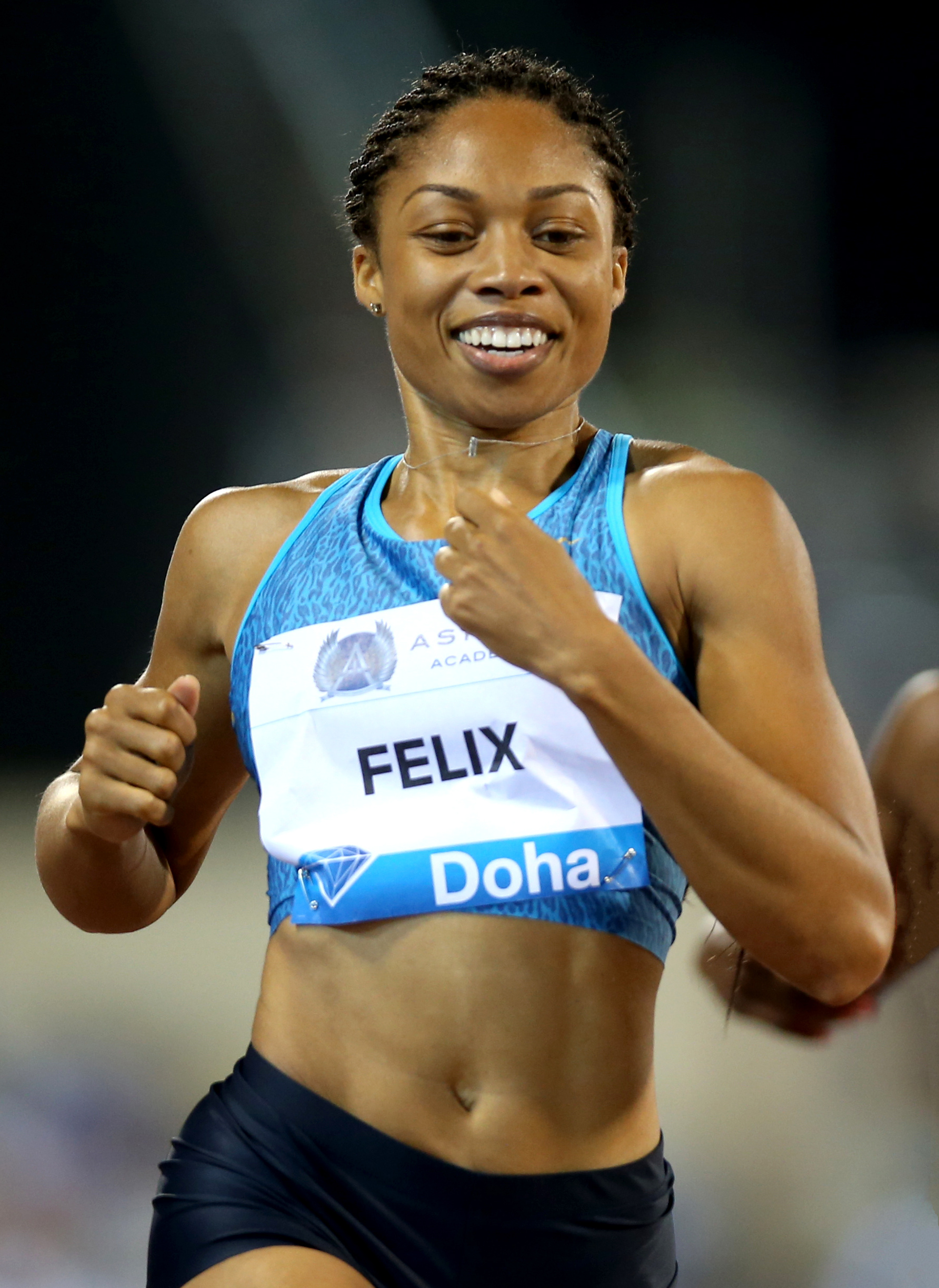
Bronzemedaillengewinnerin Allyson Felix, USA

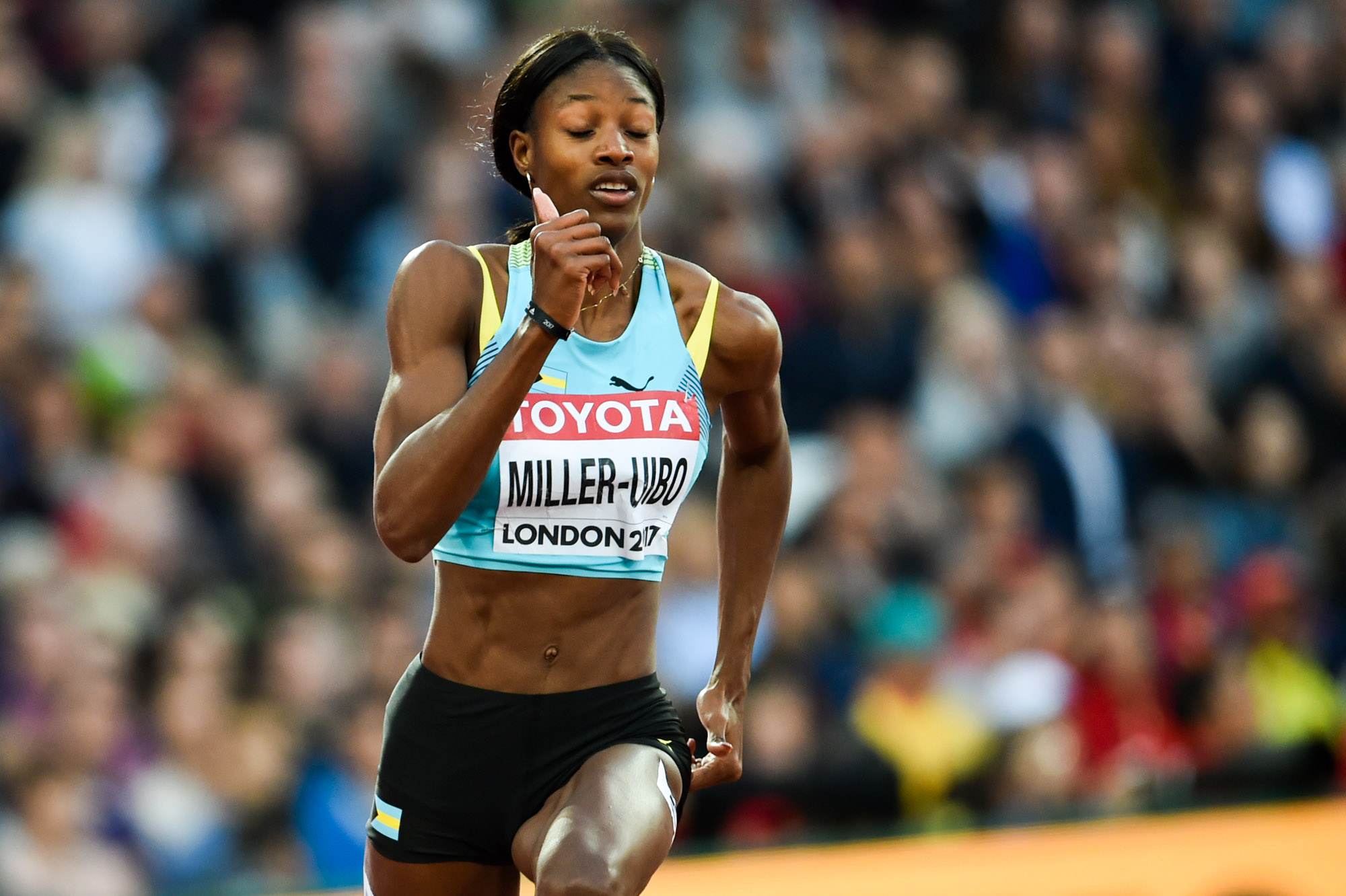
Shaunae Miller-Uibo – hier auf Rang vier, zwei Tage später Bronzemedaillengewinnerin über 200 Meter
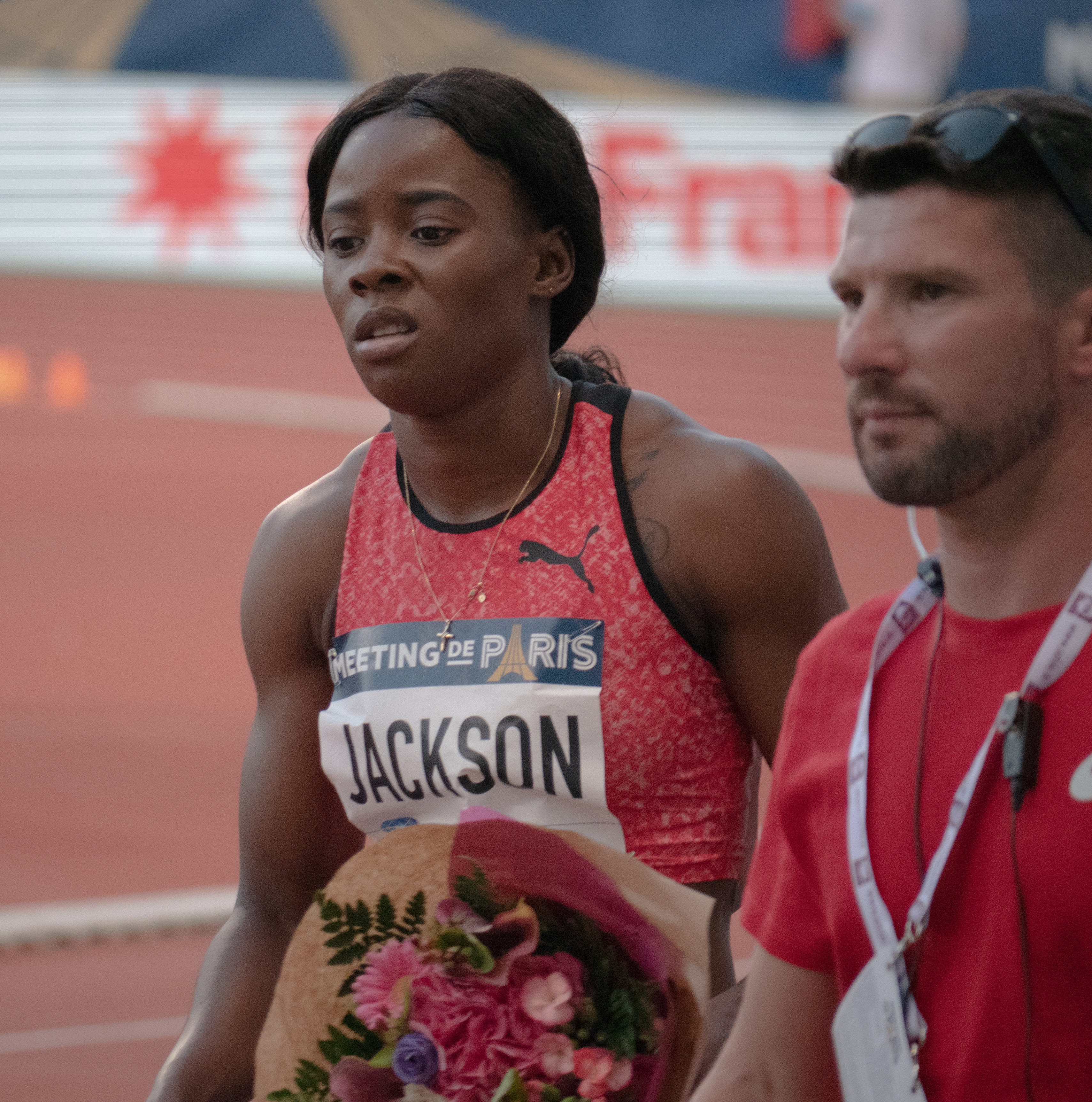
Rang fünf für die Jamaikanerin Shericka Jackson
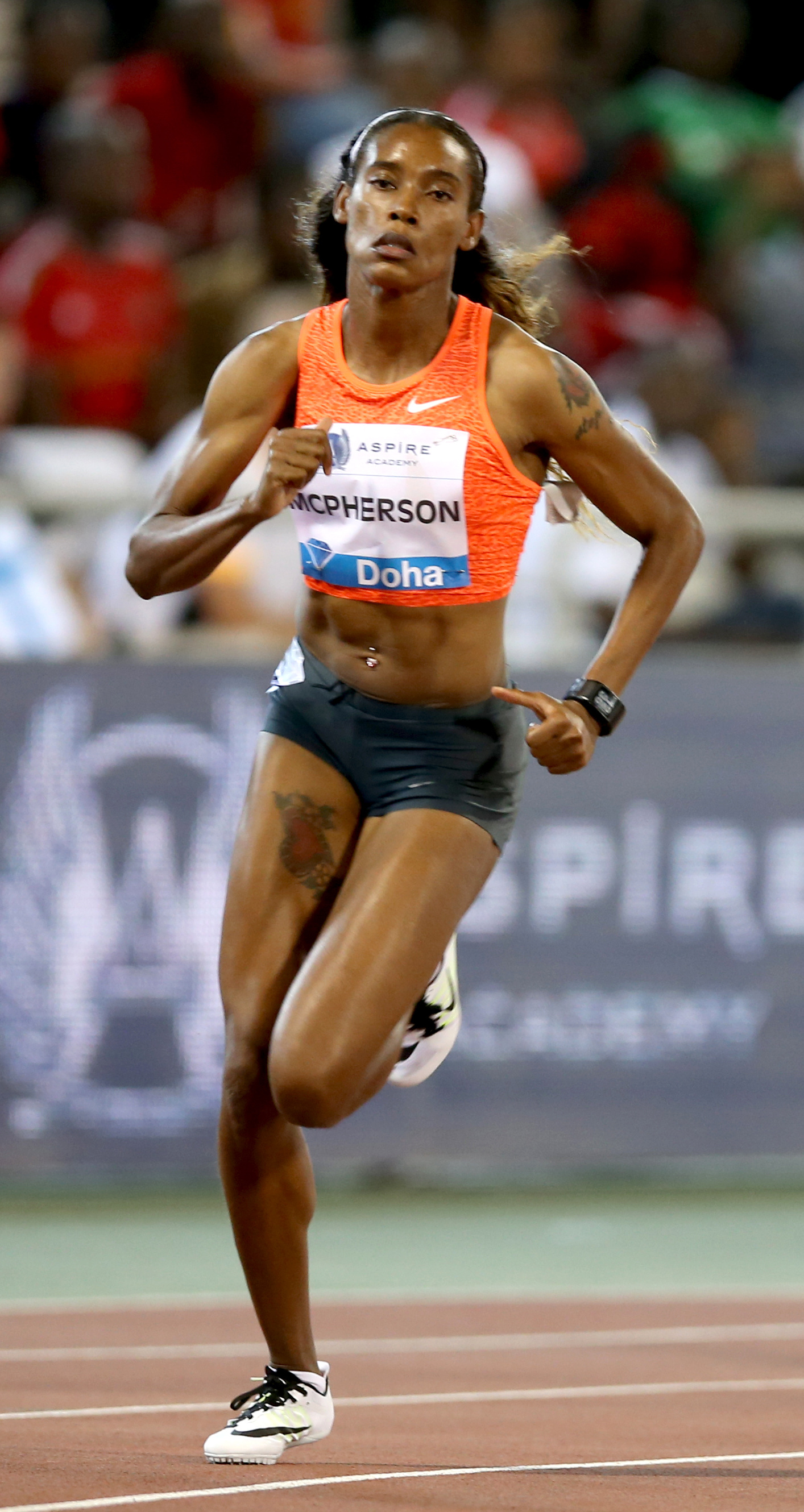
Die Jamaikanerin Stephenie McPherson erreichte Platz sechs
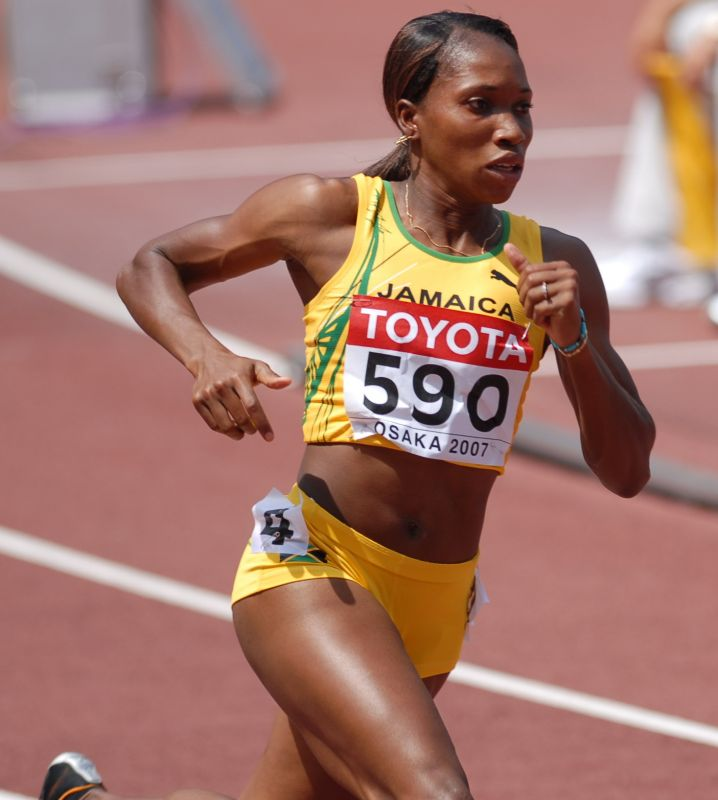
Novlene Williams-Mills kam als dritte Jamaikanerin in diesem Finale auf den siebten Rang

## Video
- London World championship women 400 meters final auf youtube.com, veröffentlicht am 9. August 2017, abgerufen am 4. März 2021